# مريم ليون
مريم ليون (بالإيطالية: Miriam Leone)‏ هي متسابقة ملكة الجمال ومقدمة تلفزيونية وعارضة وممثلة إيطالية، ولدت في 14 أبريل 1985 في إيطاليا.

## وصلات خارجية
- مريم ليون على موقع IMDb (الإنجليزية)
- مريم ليون على موقع روتن توميتوز (الإنجليزية)
- مريم ليون على موقع ميوزك برينز (الإنجليزية)
- مريم ليون على موقع قاعدة بيانات الفيلم (الإنجليزية)